# Ali Harb
Pour les articles homonymes, voir Harb.
 (avril 2016).
Si vous disposez d'ouvrages ou d'articles de référence ou si vous connaissez des sites web de qualité traitant du thème abordé ici, merci de compléter l'article en donnant les références utiles à sa vérifiabilité et en les liant à la section « Notes et références ».
Ali Harb, né en 1941 au Sud-Liban, est un philosophe et écrivain libanais.

### Œuvres
- (ar) Ali Harb, « Le Terrorisme et ses créateurs : Le Prédicateur, le Tyran et l’Intellectuel », Arab Scientific Publishers,‎ 2015
- (ar) Ali Harb, L’Homme d’en-bas : Les Maladies de la religion et les Obstacles de la modernité, Beyrouth, 2005.
- (ar) Ali Harb, Une lecture personnelle de la post-déconstruction, Beyrouth, 2005.
- (ar) Ali Harb, « Les Temps de l’hypermodernité », Centre culturel arabe, Beyrouth-Casablanca,‎ 2005.
- (ar) Ali Harb, « Le Monde et ses dilemmes », CCA, Beyrouth-Casablanca,‎ 2003.
- (ar) Ali Harb, « La Politique de la pensée : Dogmes et Fétiches (Les Destinées du projet culturel arabe) », CCA, Beyrouth-Casablanca, vol. 1,‎ 2001.
- (ar) Ali Harb, « La Politique de la pensée : Idoles et Fantasmes (Critique de Bourdieu et de Chomsky) », CCA, Beyrouth-Casablanca, vol. 2,‎ 2001.
- (ar) Ali Harb (trad. par Mohammed Chaouki Zine), « Le Discours des fins ultimes. Les Conquêtes de la mondialisation et les Impasses de l’identité », CCA, Beyrouth-Casablanca,‎ 2000.
- (ar) Ali Harb, « Les Illusions de l’élite », CCA, Beyrouth-Casablanca,‎ 1998.
- (ar) Ali Harb, « L’Essence et la Relation. Vers une logique transformationnelle », CCA, Beyrouth-Casablanca,‎ 1998.
- (ar) Ali Harb, La Pensée et l’Événement, Beyrouth, éd., Al-Kunuz Al-Adabiyya, 1997.
- (ar) Ali Harb, « L’Aliénation et l’Abjuration (L’Islam entre Roger Garaudy et Nasr Hamid Abou Zayd) », CCA, Beyrouth-Casablanca,‎ 1997.
- (ar) Ali Harb, « Le Discours de l’identité. Autobiographie intellectuelle », Al-Kunuz Al-Adabiyya, Beyrouth,‎ 1996.
- (ar) Ali Harb, « Les Questions de la vérité et les Défis de la pensée », Al-Taliah, Beyrouth,‎ 1994.
- (ar) Ali Harb, « Le Texte et la Vérité : Critique du texte », CCA, Beyrouth-Casablanca, vol. 1,‎ 1993.
- (ar) Ali Harb, « Le Texte et la Vérité : Critique de la vérité », CCA, Beyrouth-Casablanca, vol. 2,‎ 1993.
- (ar) Ali Harb, « Le Texte et la Vérité : Le Proscrit et l’Inabordable : Critique du sujet pensant », CCA, Beyrouth-Casablanca, vol. 3,‎ 1998.
- (ar) Ali Harb, « Le Jeu du sens », CCA, Beyrouth-Casablanca,‎ 1991.
- (ar) Ali Harb, « L’Amour et l’Anéantissement », Al-Manahil, Beyrouth,‎ 1990.
- (ar) Ali Harb, « Interventions », Al-Hadatha, Beyrouth,‎ 1985.
- (ar) Ali Harb, « L’Herméneutique et la Vérité », Al-Tanwir, Beyrouth,‎ 1985.

### Articles
- « Le Divin et l'Humain », Études arabes, Islam et Laïcité, Rome,‎ 1996.

### Traductions vers l’arabe
- François Jacob (trad. Ali Harb), La Logique du vivant, Beyrouth, Centre de développement communautaire, 1989.
- Marcel Gauchet et Pierre Clastres (trad. Ali Harb), Les Racines des États et de la violence, Beyrouth, Al Hadatha, 1985.

### Études
- Ghassan Finianos, Islamistes, Apologistes et Libres Penseurs, Presses universitaires de Bordeaux, 2006, 143-146, 163-176.